# Аларих II
Аларих II (погиб в 507) — король вестготов в 484—507 годах.

## Биография

### Начало правления

Галлия в 481 году

Аларих II был сыном Эйриха и Рагнахильды. На момент своего восшествия на престол он, вероятно, был ещё очень юн, так как Теодорих Великий в 507 году называет его мужчиной в расцвете сил. Из одного письма Сидония Аполлинария от 466/467 года следует, что к моменту написания этого письма Рагнахильда уже родила Алариха, но он был ещё маленьким ребёнком.
28 декабря 484 года Аларих занял в Тулузе престол своего отца. Источники необычно скупо освещают историю правления Алариха II, сообщая лишь о важнейших событиях, происходивших в этот период.

### Международная обстановка

#### Помощь остготам
В начале правления Алариха II положению Вестготского королевства, казалось, ничего не угрожает. Власть Алариха распространялась на огромную территорию от Атлантического океана до Альп и от Гибралтарского пролива до Луары. Это было самое обширное варварское государство в Европе. Победы отца Алариха Эйриха увеличили престиж вестготов, казавшихся непобедимыми.
В 489 году родственный вестготам народ — остготы, во главе с королём Теодорихом Великим выступили против правившего в Италии Одоакра и вторглись в эту страну. Сначала остготы сравнительно легко преодолели сопротивление армии Одоакра, но уже в следующем, 490 году тот сумел перейти в контрнаступление и даже осадил своего противника в Тицине (современная Павия). И тогда на помощь остготам пришли вестготы. Вестготская армия, в свою очередь вторгшаяся в Италию, добилась снятия осады с Павии, а затем вместе с остготской вступила в бой с войсками Одоакра на реке Адде, и здесь 14 августа 490 года соединённые готские силы наголову разгромили разнородное войско Одоакра и вынудили противника запереться в Равенне. После этого война в Италии свелась к осаде Равенны, продолжавшейся два с половиной года, но вестготы в ней, кажется, уже не участвовали.
Когда Теодорих в 493 году стал бесспорным хозяином Италии, он отдал свою дочь Тиудигото в жёны Алариху. Этот брак соединил оба знатнейших готских королевских рода Амалов и Балтов. Остготское королевство в Италии становилось естественным союзником Вестготского.

#### Взаимоотношения с франками
В это время изменилось положение в Северной Галлии. Когда вестготы овладели Юго-Западной и даже Южной Галлией, а бургунды — Юго-Восточной, северная часть страны, где ещё сохранялась римская власть, была отрезана от Италии. Там практически самовластно правил Эгидий, а через некоторое время после его смерти правителем Северной Галлии стал сын Эгидия Сиагрий. Григорий Турский даже называет его «королём римлян» (лат. rex Romanorum). Это, конечно, неверно, и он скорее всего, имел титул римского патриция, как его называет Фредегар в своей «Хронике», но он хорошо отражает реальное положение Сиагрия. По-видимому, между Сиагрием и Аларихом установились если не дружественные, то мирные и, видимо, взаимовыгодные отношения.

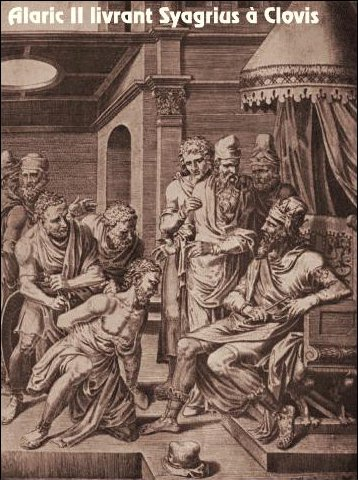
Аларих II выдаёт Сиагрия послам Хлодвига

В 481 году королём франков, уже живших на северо-востоке Галлии, стал воинственный Хлодвиг I, который победил в 486 году под Суассоном Сиагрия. Побеждённый бежал в Тулузу, где Аларих поначалу предоставил ему убежище. Однако позднее, когда Хлодвиг под угрозой объявления войны потребовал его выдачи, вестготы уступили. Сиагрий был закован, передан франкским посланцам и затем казнён. Этот постыдный поступок Алариха позволяет сделать вывод о том, что вестготы осознавали военное превосходство франков. Выдача Сиагрия не привела к установлению хороших отношений с франками. Вестготы получили к северу от своей границы нового и довольно сильного врага.
Хлодвиг не ограничился завоеванием Северной Галлии, его целью было подчинение всей Галлии. А для этого было нужно сокрушить вестготов. В последующие годы происходили столкновения с франками в области средней Луары. В 496 году Аларих отбил город Сент у Хлодвига. Следовательно, за какое-то время до победы Алариха он находился в руках франков. Этот город находился в самом сердце вестготских поселений в Аквитании. Два года спустя, в 498 году франки заняли даже Бордо, где они захватили в плен вестготского герцога Суатрия. Около 500 года, воспользовавшись раздорами в бургундском королевском доме, Хлодвиг вторгся в Бургундию. Армия бургундского короля Гундобада потерпела поражение в сражении при Дижоне, и сам король с трудом спасся. Однако франки, решив, что они достаточно ослабили Бургундское королевство, ушли, а Гундобад обратился за помощью к Алариху. И тот, трезво оценив обстановку, пришёл к нему на помощь. С помощью вестготов Гундобад разгромил своего брата Годегизела, поддерживаемого франками. Франкских пленных Гундобад отослал в Тулузу к Алариху. Одержавший победу Гундобад в награду за помощь в 501 году уступил готам Авиньон. Около 502 года эти столкновения закончились. Поскольку Аларих II и Хлодвиг встретились на острове посреди Луары у Амбуаза, граница между вестготами и франками, вероятно, проходила именно по этой реке. О чём велись переговоры, неизвестно, но вполне возможно, речь шла о взаимном признании владений.

### События в Испании

#### Восстание Бурдунела

Территория Вестготского королевства во время правления Алариха II

Во время этих неприятностей с франками вестготы были вынуждены воевать и в Испании. В «Сарагосской хронике» сообщается, что в 496 году в Испании поднял восстание некий Бурдунел, который в следующем году был выдан своими приближёнными и сожжён в Тулузе в медном быке.
О выступлении Бурдунела известно очень мало. Его имя — кельтское, и, хотя само по себе оно ещё не гарантирует его местного происхождения, делает его всё же более вероятным. Важно и сообщение хроники о захвате им тирании. И у позднеантичных, и у идущих вслед за ними раннесредневековых авторов понятие тирании связывается не с народным выступлением (которое обычно приравнивается к разбойному), а с узурпацией власти со стороны сравнительно высокопоставленного деятеля. Поэтому речь явно не может идти о народном выступлении, подобном восстанию багаудов. Бурдунел держался у власти довольно долго. Это свидетельствует о наличии у него какой-то поддержки. Может быть, эту поддержку ему оказала местная испано-римская знать, надеявшаяся с его помощью освободится от подчинения вестготам.
В хронике ничего не говорится о районе восстания. Однако на основании того, что все события, упоминаемые в Сарагосской хронике, связаны с самой Сарагосой, можно сделать вывод, что выступление произошло где-то в Тарраконской Испании.

#### Восстание Петра
В 506 году, как сообщается в «Сарагосской хронике», готы взяли Тортосу и убили тирана Петра, голова которого была доставлена в Сарагосу. В отличие от имени Бурдунел имя Пётр было уже известным и довольно распространённым христианским именем. Среди готов такие имена распространены ещё не были, так что Петра можно с полным правом считать испано-римлянином. Тортоса расположена в нижнем течении реки Эбро недалеко от моря. Таким образом, ареной выступления Петра была (и теперь в этом уже нельзя сомневаться) Тарраконская Испания. Меньше чем через десять лет эта провинция (по крайней мере, её часть) снова поднялась против вестготов. Не исключено, что Пётр и Бурдунел были каким-то образом связаны с франками.

#### Исход вестготов в Испанию

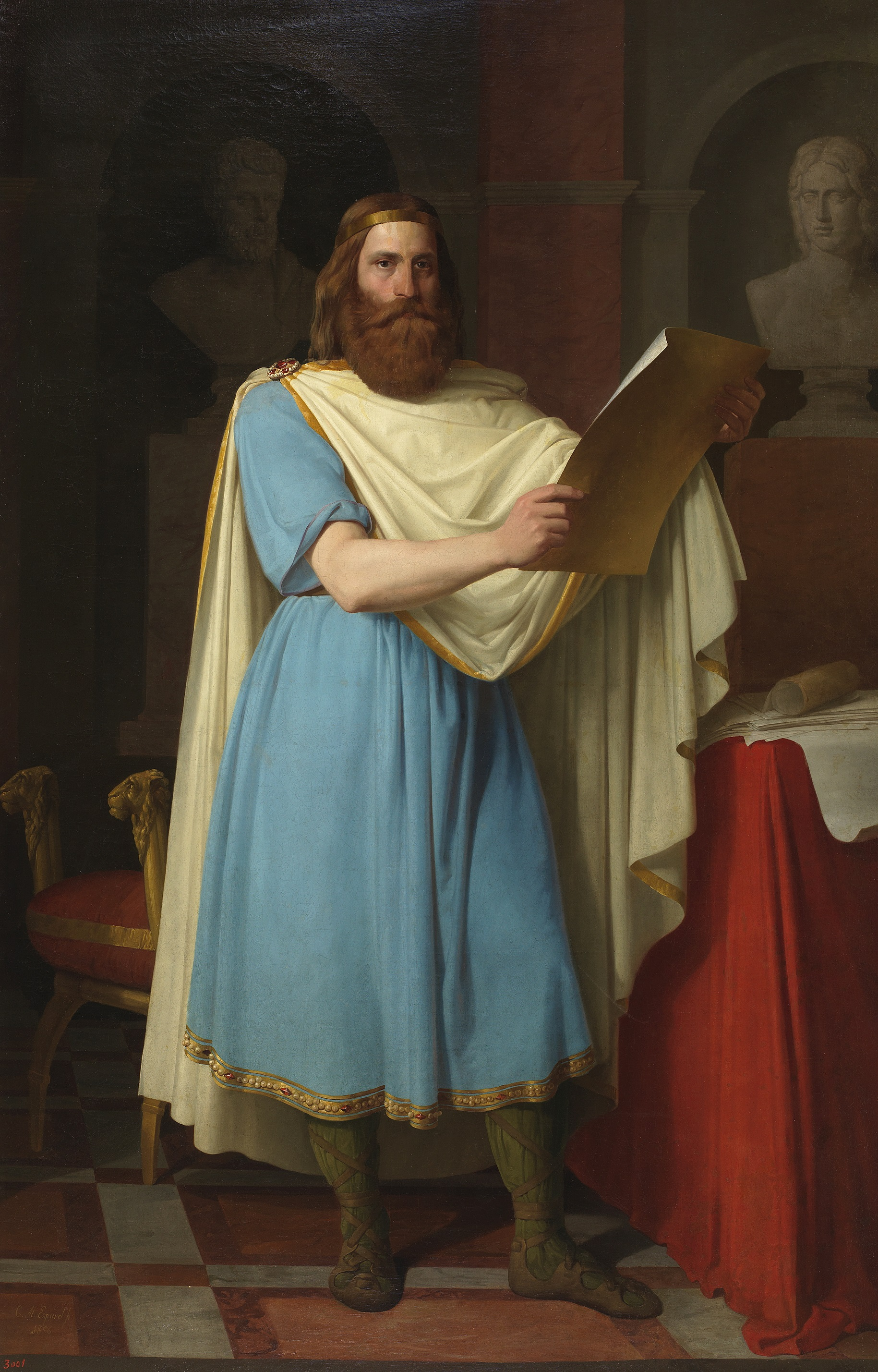
Аларих II — король вестготов. Картина художника Карлос Мария Эскивель (1830—1867). Написана в 1856 году. Здание Конгресса депутатов Испании

Иберийский полуостров впервые приобрёл важное значение в глазах вестготов только при появлении франкской угрозы. До тех пор они, хотя и подчинили себе значительную часть Иберийского полуострова, но сами занимали только важнейшие опорные пункты; с уверенностью можно говорить лишь о присутствии вестготов в Мериде, где в 483 году вестготский герцог совместно с епископом позаботились о восстановлении разрушенного моста через Гвадиану. Возможно, какое-то число готов поселилось в древнекастильской Месете, приблизительно в области Паленсии, после победы над свевами. При римлянах Испания казалась придатком Галлии. Начиная с 409 года, эта страна чрезвычайно пострадала от нападений вандалов, аланов и свевов.
Хотя после уничтожения аланов (416—418) и ухода вандалов в 429 году образовался определённый вакуум власти, который не сумела заполнить Римская империя, вестготы начали принимать участие в испанских делах (и то — очень нерешительно) только с 456 года. После этого, во второй половине V века, они постепенно присоединили этот полуостров к своим владениям. Движение осуществлялось несколькими волнами. Уже в 494 году в «Сарагосской хронике» сообщается, что готы вошли в Испанию, а под 497 годом — что они получили места для поселения в Испании. Конкретное содержание этих кратких сообщений спорно: одни исследователи полагают (и это — традиционная точка зрения), что речь идёт о начале переселения вестготов из Галлии в Испанию, другие видят в этих сообщениях упоминания о военной операции готов. Хотя на землях между Луарой и Гаронной, оказавшихся под непосредственной угрозой нападений франков, жило очень небольшое количество вестготов, тем не менее, уже тогда переселяться в Испанию решились их многочисленные соплеменники из коренных областей вестготских поселений.

### Внутренняя политика

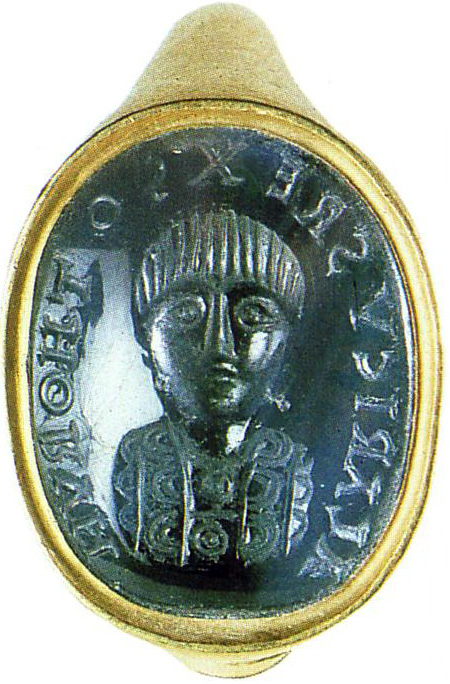
Аларих II. Изображение на гемме. Вена. Музей истории искусств

#### Отношения Алариха со своими подданными ортодоксально-никейской веры
Военные действия 90-х годов оказались лишь прелюдией к решающей схватке между франками и вестготами. Огромное значение в это время приобретает религиозный вопрос. Ещё в 90-е годы V века Хлодвиг принял христианство в его ортодоксально-никейской форме, а вслед за ним ортодоксальное христианство становится и религией всех франков. Это давало Хлодвигу преимущество в его политике, поскольку вестготы, так же, как остготы и бургунды, были арианами, в то время как местное население их государств придерживалось ортодоксально-никейской веры. Григорий Турский пишет, что многие жители Галлии тогда хотели быть под властью франков. Конечно, это понятное преувеличение автора «Истории франков», жившего к тому же под властью франкских королей, но всё же в какой-то мере оно отражает настроения ортодоксально-никейских подданных Алариха и особенно ортодоксального клира. Аларих же колебался между антиортодоксальными репрессиями и привлечением никейцев к своей поддержке. С одной стороны, были сосланы некоторые епископы (в том числе, один из виднейших теологов того времени, Цезарий Арльский, — был сослан в Бордо). Ещё суровее расправился Аларих с турским епископом Волузианом. В его деле политическая подкладка была ещё яснее: Волузиан был заподозрен в стремлении перейти под власть франков и за это не только был смещён с епископской кафедры, но и отправился в изгнание в Испанию, то есть как можно дальше от франкской границы. Ортодоксально-никейское духовенство было лишено дарованных ему римскими императорами привилегий в налоговой области.
С другой стороны, именно Аларих II стремился к налаживанию хороших контактов с римлянами. Так, возможно, при его содействии состоялось проведение цирковых игр в Сарагосе в 504 году. Организация игр считалась императорской привилегией; Аларих мог рассчитывать предстать, таким образом, перед римлянами в облике наследника империи. На одной гемме мы видим Алариха с римской причёской и по-римски побритой бородой. Принимая во внимание, какое значение в раннее Средневековье придавалось внешнему облику в качестве знака принадлежности к определённой этнической группе, можно по достоинству оценить важность такого поведения Алариха.

#### Римский закон вестготов

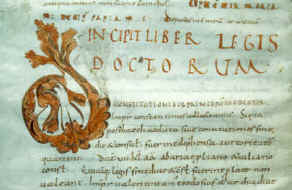
Бревиарий Алариха II. Хранится в университете Оверни. Клермон. Франция

Со стремлением урегулировать отношения со своими романскими подданными связана и законодательная деятельность Алариха. Принятый при его отце «Кодекс Эйриха» относился только к готам. Романское же население продолжало жить по старым римским законам. При Аларихе был составлен «Римский закон вестготов», также известный под названием «Бревиарий Алариха». В этот свод было включено большинство законов из «Кодекса Феодосия», новеллы поздних императоров до Ливия Севера и фрагменты из произведений античных юристов. Законы, больше не отвечавшие изменившимся условиям, были выброшены. Так, в своде отсутствуют законы, затрагивавшие церковные вопросы и направленные на дискриминацию арианства. Были исключены и некоторые устаревшие статьи о сенаторском звании, а к другим были добавлены разъяснения, сильно изменявшие их смысл. Почти ко всем законам были присоединены толкования, часто взятые из достаточно древних юридических источников и в некоторых случаях даже радикально модифицировавшие само содержание статей. 2 февраля 506 года вестготский комит Гойарик обнародовал «Римский закон вестготов» перед собранием ортодоксальных епископов и знатных римлян.

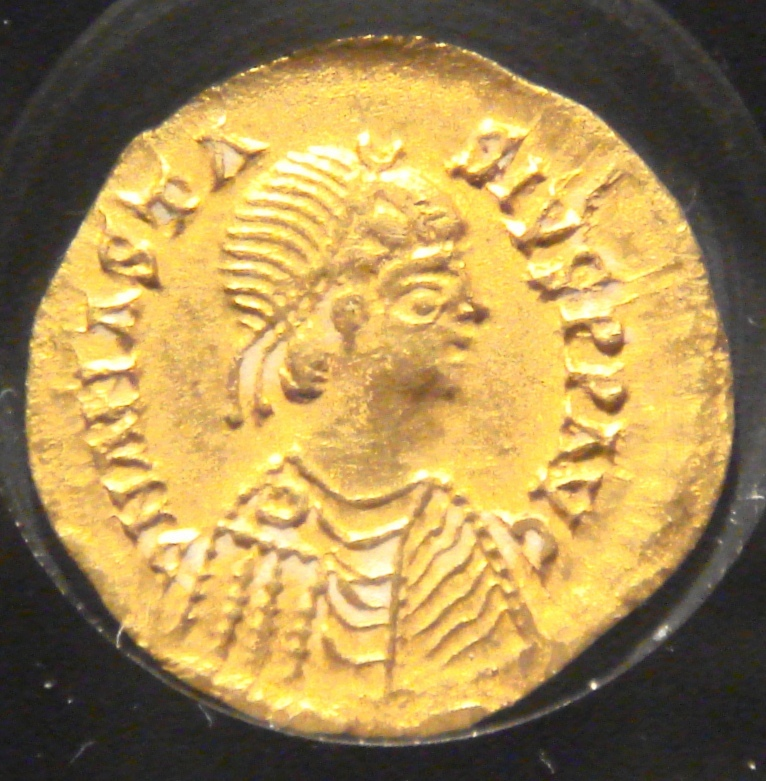
Золотой треммис Алариха II

Составление этого кодекса не следует принимать за какую-то уступку Алариха II по отношению к римскому населению. Скорее, оно явилось следствием суверенного права вестготского государя. Свод Алариха II сыграл большую роль в будущей судьбе римского права в Западной Европе; на протяжении нескольких столетий римское право было известно только в той форме, которую придали ему правоведы вестготского короля. Под властью вестготов римляне жили в очень благоприятных условиях. Это, прежде всего, относится к низшим слоям населения, которые в Римской империи были угнетены чрезвычайно тяжёлыми налогами.
Вводя в силу новый свод, вестготский король преследовал ряд целей. Во-первых, этим сводом облегчалось судопроизводство, ибо с этого времени судьи могли уже руководствоваться одним документом, а не теряться в массе разнообразных актов. Во-вторых, закреплялось в правовом отношении разделение вестготов и римлян, ибо теперь для двух групп населения действовали два разных кодекса: Эйриха для вестготов и Алариха для римлян. В третьих, приобреталась юридическая независимость вестготского королевства от Византии, ибо отныне на его территории действовал собственный свод законов, и законодательные акты Константинополя уже не имели силы для римских подданных Алариха. Характерно, что дата введения в силу этого кодекса определена по годам правления Алариха, а не римского императора. Вестготский король подчёркивал не только свою полную независимость от империи и юридическое равенство с императором, но и то, что римляне, живущие на территории его королевства, являются исключительно его подданными. В четвёртых, привлекая к законодательству римских юристов и советуясь с церковной и светской знатью подчинённого римского населения, король стремился показать своё расположение к римским и ортодоксально-никейским подданным.

#### Агдский собор

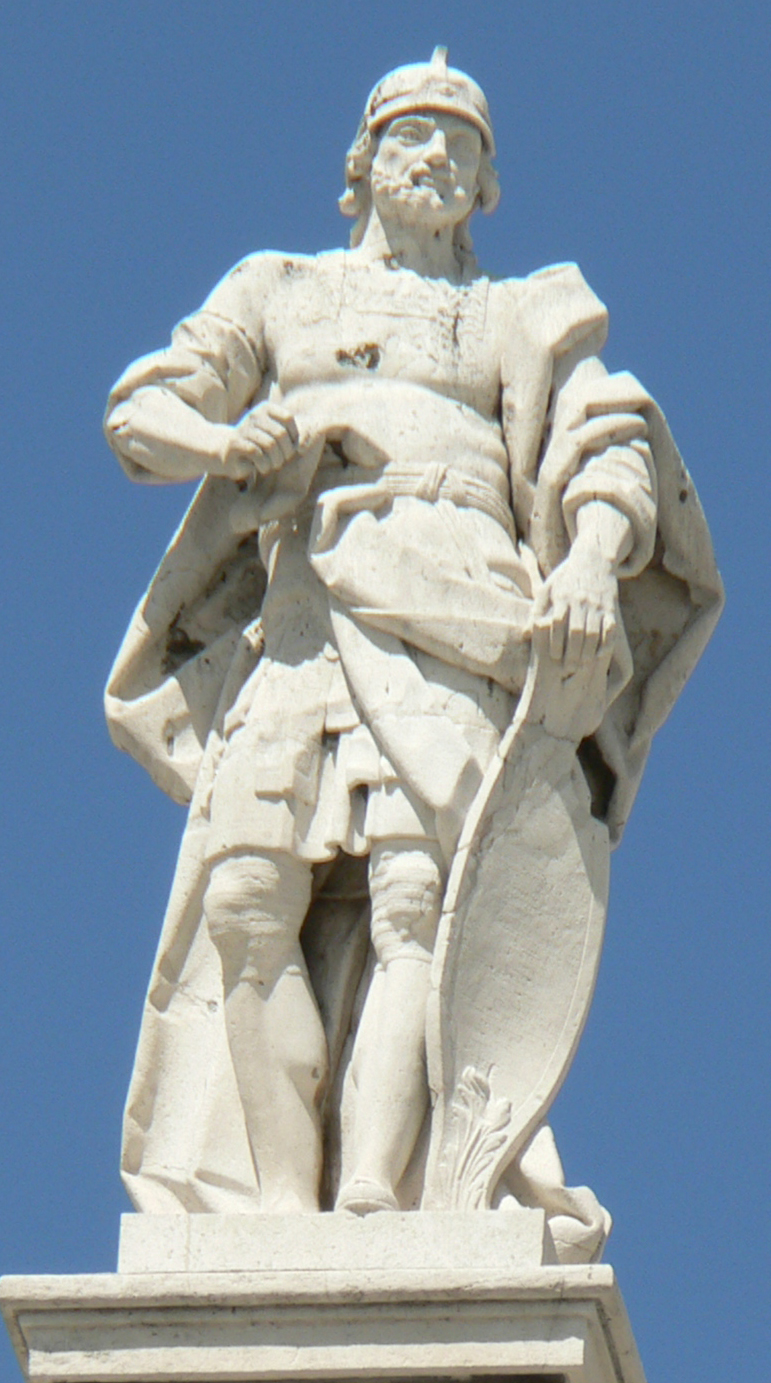
Статуя Алариха II на балюстраде Королевского дворца в Мадриде

Пытаясь заручиться поддержкой ортодоксально-никейского епископата галльской части страны в виду угрозы франкского вторжения, Аларих санкционировал собрание собора. 10 сентября 506 года в Агде состоялся собор ортодоксальной церкви Королевства вестготов, в котором приняло участие 24 епископа. Хотя отсутствовали епископы из испанской части государства (видимо, их позиция в тот момент вестготского короля не интересовала), мы можем говорить о том, что это был государственный собор: первый в германском государстве, так как епископы Франкской державы собрались только в 511 году в Орлеане, а епископы страны бургундов — в 517 году.
Заседания собора вёл Цезарий Арльский, ещё совсем недавно живший в изгнании в Бордо. Он был не только необычайно учёным человеком, влияние которого на церковную жизнь того времени невозможно переоценить, но и — в качестве митрополита Арльского — наследником традиции, стремившейся к ограничению римского влияния на галльскую церковь. Так как усилия Алариха II, направленные на создание независимой вестготской церкви, совпадали с требованиями Цезария, последний мог даже надеяться занять место первого патриарха ортодоксальной церкви государства вестготов.
Постановления собора относились к урегулированию практических вопросов церковной жизни; при этом использовались и ранние церковные юридические источники, прежде всего собрание канонов из Арля.

#### Значение политики Алариха
В отличие от Эйриха, преследовавшего ортодоксов-никейцев, его преемник Аларих II, по крайней мере, к концу своего правления, проводил другую церковную политику, сулившую большие успехи. У нас нет данных о первых годах его царствования. И, тем не менее, издание Римского Закона Вестготов означало определённое улучшение положения для ортодоксальной церкви, так как в кодекс была включена та часть римских императорских законов, которая устанавливала её статус. Речь шла об узаконивании юридического положения церкви. Для характеристики церковной политики Алариха II характерно, что он не позволил ввести в Римский Закон Вестготов 17-ю новеллу Валентиниана III (в ней император на государственном уровне санкционирует верховную власть папского престола над галльской церковью). В этом отчётливо проявляется намерение Алариха II превратить ортодоксальную церковь вестготской державы в обособленную церковь и оградить её от постороннего влияния.
Значение всей политики Алариха II заключается в том, что он предпринял широко задуманную попытку интегрировать ортодоксальное население в вестготское государство. Это говорит о том, что Аларих II ни в коем случае не был слабым или незначительным правителем. Он проводил в жизнь совершенно новую концепцию внутриполитического развития, целью которой было установление гармоничных взаимоотношений между ортодоксами-римлянами и арианами-вестготами. Король намеревался управлять обоими племенами на абсолютно равноправных началах. И всё же церковная политика, начатая изданием Римского Закона Вестготов и продолженная Агдским собором, ни к чему не привела. Победы франков прервали этот многообещающий процесс. Развал Тулузского государства воспрепятствовал проведению запланированного на 507 год государственного собора, который должен был состояться в Тулузе и в котором должны были участвовать и испанские епископы.

### Разгром Тулузского королевства

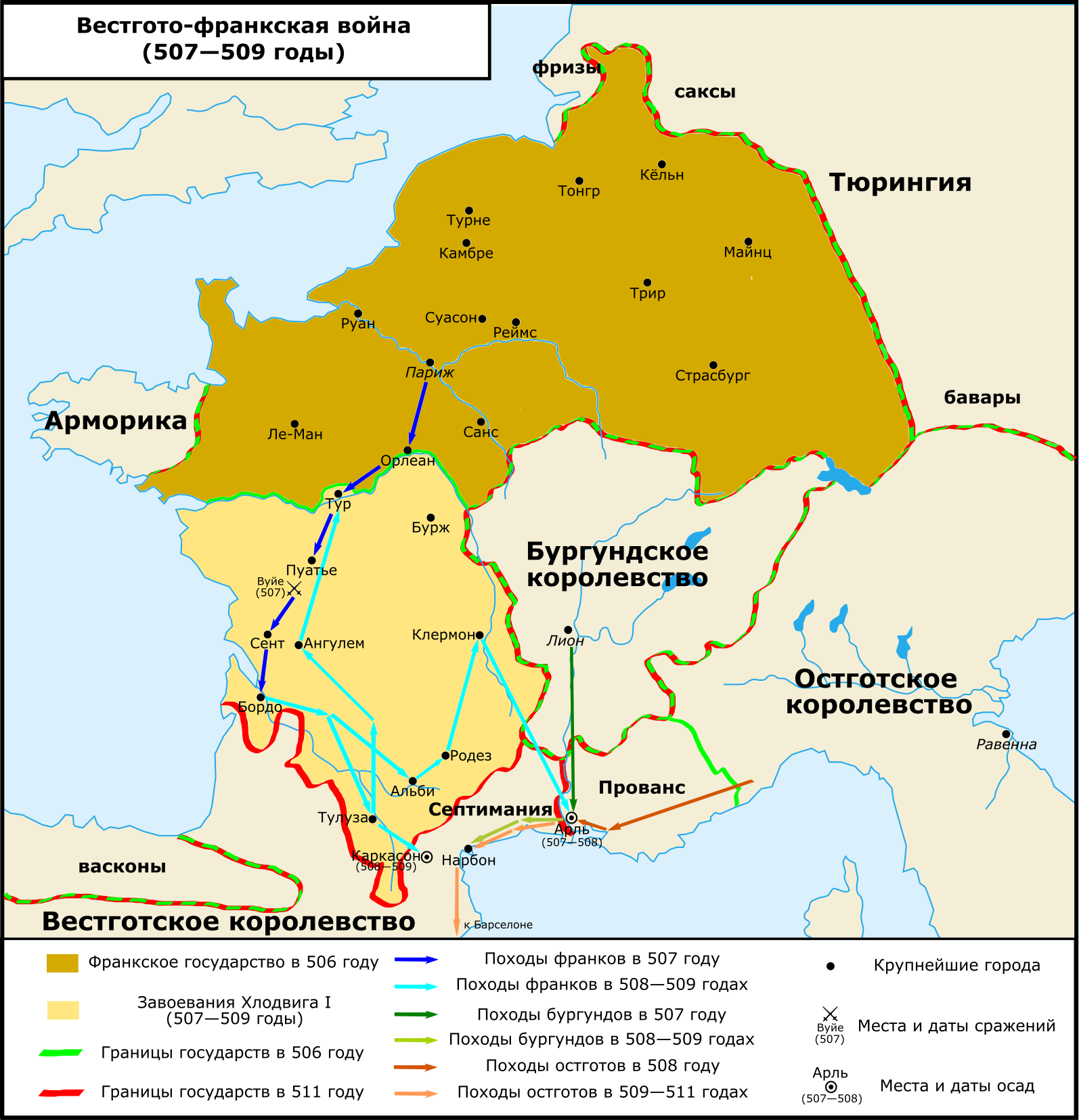
Вестгото-франкская война (507—509 годы)

#### Расклад сил
Заключённый в 502 году мир с франками был нарушен Хлодвигом. Теодорих Великий упоминает в одном письме, написанном около 507 года, что франки заняли вестготскую область и что в боях погиб один из членов королевского рода. Король остготов, дочь которого Тиудигото стала женой Алариха II, пытался защитить своего зятя, тем более что речь шла о поддержании столь желанного для Теодориха «равновесия сил». Посоветовав Алариху II ничего не предпринимать, он обратился к Хлодвигу с призывами к миру и пригрозил в случае отказа военной интервенцией. Теодорих напомнил о благодеяниях Эйриха западным эрулам, варнам и тюрингам, чтобы те оказывали противодействие салическим франкам на Нижнем Рейне. В этой ситуации большое значение приобрела позиция бургундского короля Гундобада. Его сын, как и Аларих, был женат на дочери Теодориха; совсем недавно вестготский король активно помог ему в борьбе с братом, которого не менее активно поддерживали франки. Гундобад, как и Аларих и Теодорих, был арианином. Франки были соперниками бургундов в борьбе за власть в Галлии, а недавние события показали, что они готовы при удобном случае вмешаться в дела Бургундии. Всё это, казалось, должно было склонить бургундского короля к поддержке Алариха или, по крайней мере, к нейтралитету. Но, с другой стороны, и вестготы были соперниками бургундов, а союз двух готских королевств был очень опасен не только для Хлодвига, но и для Гундобада. Да и ссориться со всё более набирающим силу Хлодвигом было для него опасно. Не меньшее значение имело стремление бургундов захватить принадлежавшую вестготам юго-восточную часть Галлии, чтобы выйти к средиземноморскому побережью. Всё это привело к тому, что в конце концов Гундобад присоединился к Хлодвигу в войне с вестготами. Не исключено, что между ними была заключена договорённость о разделе галльских владений вестготов. Остготский король советовал бургундам отказаться от самоубийственной коалиции с Хлодвигом. Однако призывы Теодориха остались тщетны. Вполне возможно, что к нападению на вестготов Хлодвига подстрекал константинопольский двор, ибо успех Хлодвига означал одновременно ослабление политического положения Теодориха Великого.

#### Битва при Пуатье. Смерть Алариха II

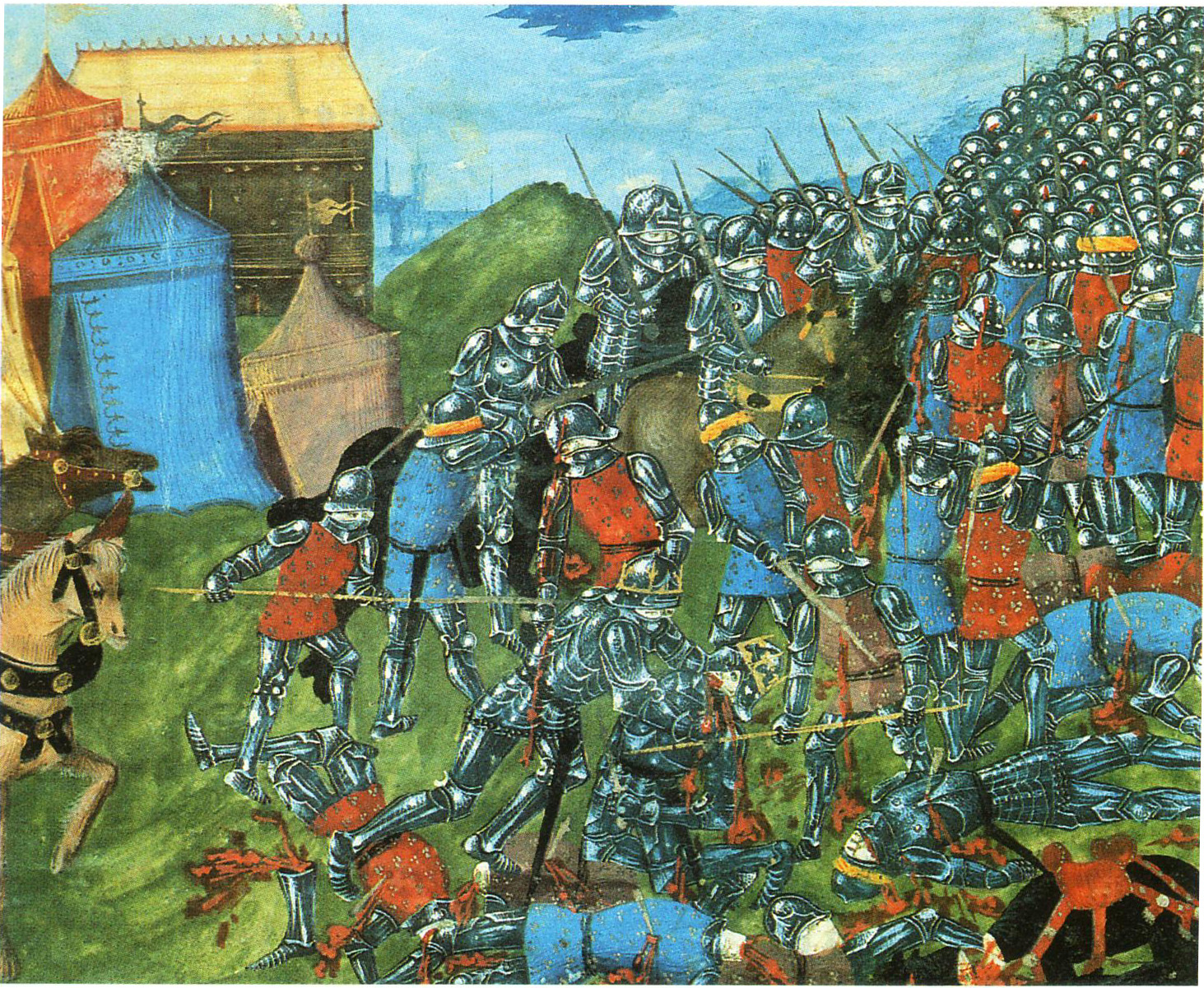
Хлодвиг I убивает Алариха II. Миниатюра XIV века, Национальная библиотека Франции, Париж

Вероятно, Хлодвиг I перешёл в наступление, так как решающее сражение состоялось у Пуатье, глубоко в вестготских владениях. (По поводу места битвы идут споры. Широко распространённая локализация места битвы при Вуйе не подкреплена надёжными данными). В конце лета 507 года войско вестготов потерпело сокрушительное поражение. Аларих II погиб в бою, якобы от руки самого Хлодвига.
Победители быстро проникли в центральные области вестготского государства и взяли Бордо и Тулузу, где в их руки попала часть королевской сокровищницы. Ошибочно говорить о том, что вся королевская сокровищница была обнаружена франками в Тулузе. Из сообщения Прокопия Кесарийского выясняется, что, по меньшей мере, значительная часть сокровищницы была перевезена для безопасности в Каркассон. Сын Хлодвига Теодорих занял Овернь; римская знать этой области сражалась в битве при Пуатье на стороне вестготов. Руководил сопротивлением Аполлинарий, сын Сидония Аполлинария, который при Аларихе II был возвращён из изгнания и назначен комитом Оверни. Впоследствии он, пойдя по стопам отца, в 515 году стал епископом города Клермона.

### Причины поражения вестготов
Причину сокрушительного поражения, которое привело к потере почти всей галльской половины вестготского государства, не следует видеть в напряжённых отношениях между арианами-вестготами и ортодоксами-римлянами, которые якобы желали победы ортодоксальному королю франков. Политика привлечения галльской знати, проводимая, хотя и с колебаниями, Аларихом, частично дала свои плоды, что видно хотя бы на примере выступления против франков Аполлинария, сына Сидония Аполлинария.
Наиболее близкой к истине кажется точка зрения, согласно которой поражение явилось следствием военного превосходства франков. То, что они могли выставить на самом деле большое войско, подтверждается их успешными действиями против остготов и византийцев в готской войне. К тому же, ориентированные на ближний бой франки могли быть чрезвычайно опасны для привычных лишь к конному бою на расстоянии вестготов. В том, что одно военное поражение привело к развалу государства, не последнюю роль сыграла смерть Алариха и отсутствие объявленного взрослого наследника; в первые недели после поражения, по всей видимости, не оказалось никого, кто смог бы объединить силы вестготов. Сарагосская хроника совершенно верно передаёт последствия битвы, когда говорит, что «Тулузское королевство было разрушено франками». Смерть короля, захват области поселения, потеря части королевской казны объясняют и подтверждают высказывание хрониста.

### Жёны и дети
- Не названная по имени наложница.
  - сын Гезалех.
- Жена — дочь короля остготов Теодориха Великого Тиудигото.
  - сын Амаларих.

Аларих II правил 23 года.